# 苏西航空
苏西航空是一家基地在印度尼西亚西爪哇省龐岸達蘭运营定期及包机航线的航空公司。航空公司60%运营定期及拓荒航线，剩余之40%运营包机航线。苏西航空目前的运营来自印度尼西亚群岛上几个基地机场。苏西航空在印度尼西亚民航总局的航空公司安全质量评价中被列在了分类2中。

## 目的地
苏西航空运营至以下航点（截至至2014年4月）：
 印度尼西亞
- 爪哇岛

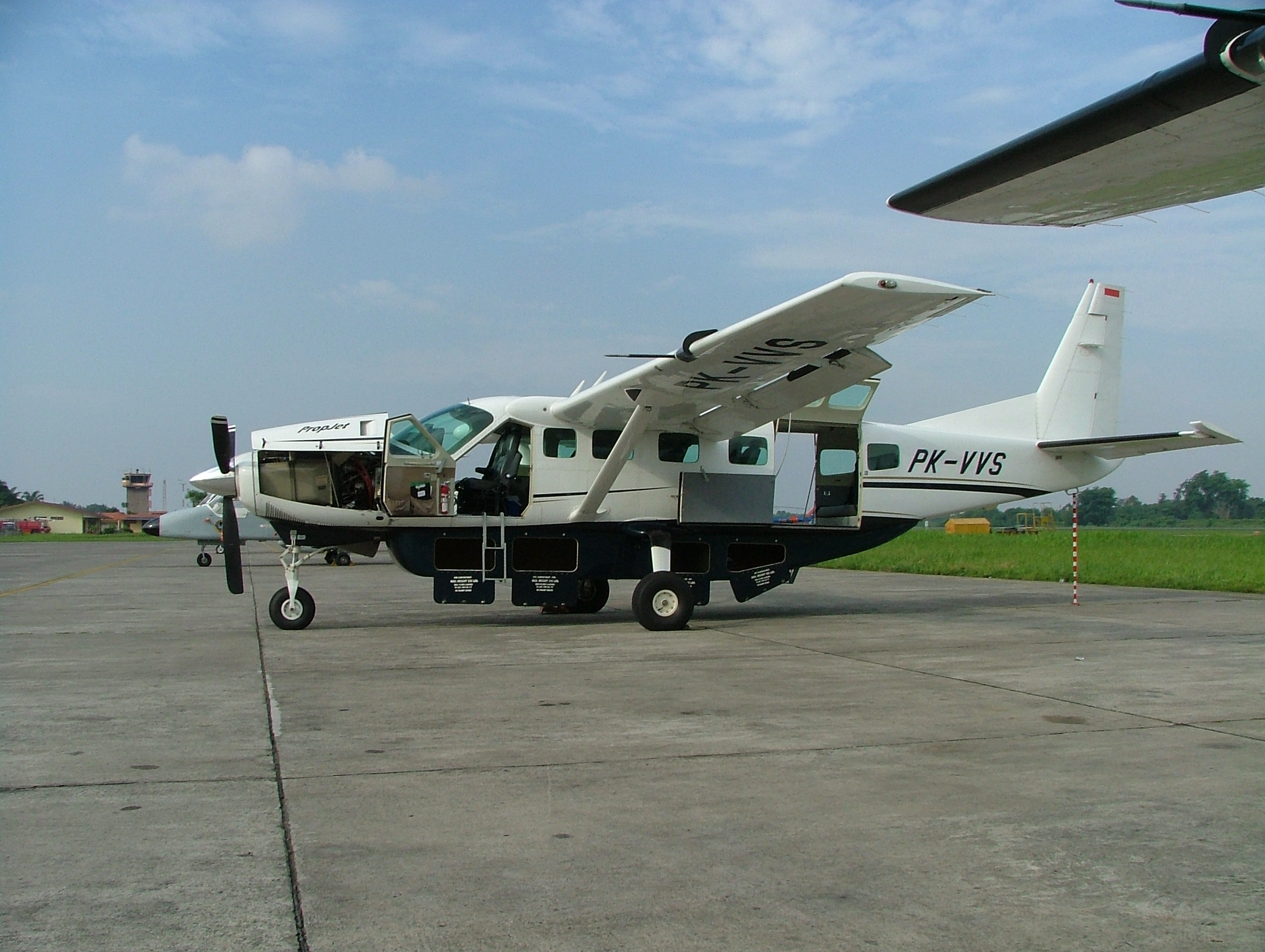
塞斯納208

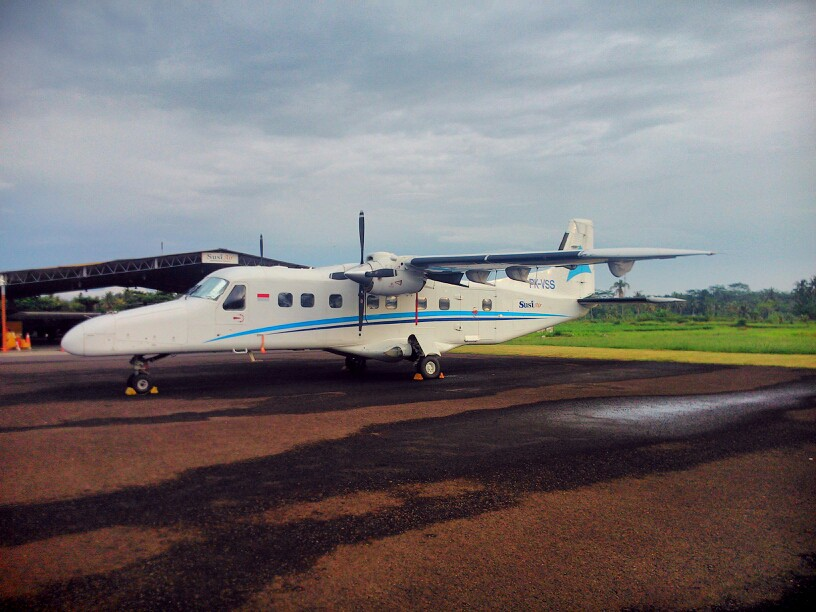
多尼爾228

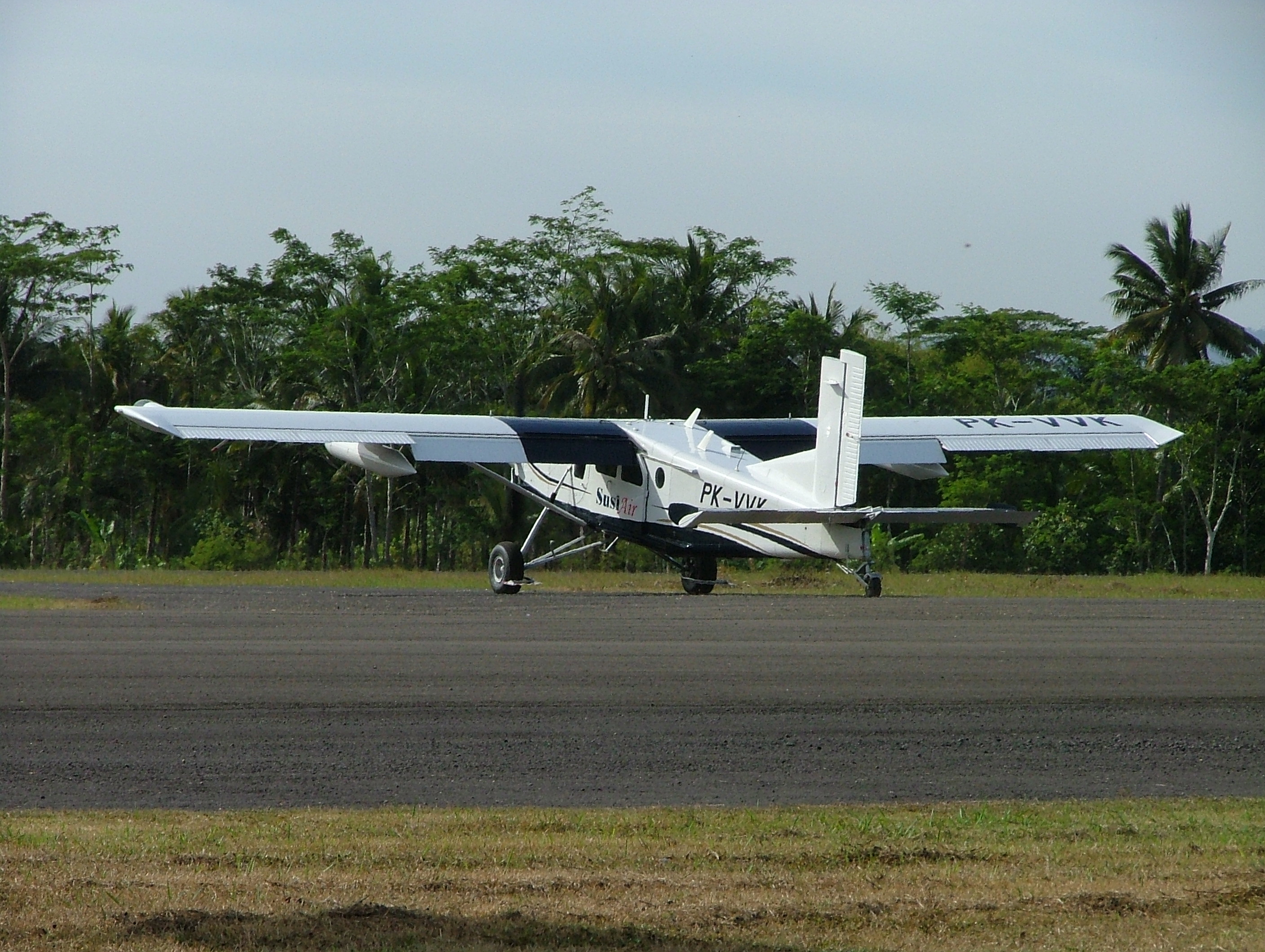
Pilatus PC-6

  - Cilacap（英语：Cilacap） - Tunggul Wulung Airport（英语：Tunggul Wulung Airport）
  - 雅加达 - 哈利姆·珀达纳库苏马国际机场
  - 龐岸達蘭 - Nusawiru Airport（英语：Nusawiru Airport）
  - 三寶瓏 - Achmad Yani International Airport（英语：Achmad Yani International Airport）
  - 龐岸達蘭 - Susi Int'l Pangandaran Beach Airstrip（英语：Susi Int'l Pangandaran Beach Airstrip）
  - 蘇民納縣 - Trunojoyo Airport（英语：Trunojoyo Airport）
- 加里曼丹
  - 巴厘巴板 - Sultan Aji Muhamad Sulaiman Airport（英语：Sultan Aji Muhamad Sulaiman Airport）
  - 馬辰 - Syamsudin Noor Airport（英语：Syamsudin Noor Airport）
  - Batulicin（英语：Batulicin） - Batulicin Airport（英语：Batulicin Airport）
  - Datah Dawai（英语：Datah Dawai） - Datadawai Airport（英语：Datadawai Airport）
  - Kotabaru（英语：Kotabaru） - Stagen Airport（英语：Stagen Airport）
  - Long Apung（英语：Long Apung） - Long Ampung Airport（英语：Long Ampung Airport）
  - Long Bawan（英语：Long Bawan） - Long Bawan Airport（英语：Long Bawan Airport）
  - Malinau（英语：Malinau） - Malinau Airport（英语：Malinau Airport）
  - Melak（英语：Melak） - Melak Airport（英语：Melak Airport）
  - Muara Teweh（英语：Muara Teweh） - Muara Teweh Airport（英语：Muara Teweh Airport）
  - Nunukan（英语：Nunukan） - Nunukan Airport（英语：Nunukan Airport）
  - Samarinda - Temindung Airport（英语：Temindung Airport）
- 小巽他群岛
  - 古邦 - El Tari Airport（英语：El Tari Airport）
  - Larantuka（英语：Larantuka） - Gewayantana Airport（英语：Gewayantana Airport）
  - Lewoleba（英语：Lewoleba） - Atambua Airport（英语：Atambua Airport）
  - 羅地島 - Rote Airport（英语：Rote Airport）
  - Sabu Island（英语：Sabu Island） - Sabu Airport（英语：Sabu Airport）
- 马鲁古省
  - 安汶 - 巴蒂穆拉国际机场
  - 班达群岛 - 班达内拉机场
- 西巴布亚
  - 比亞克島 - 弗兰斯凯西波国际机场
  - 宾图尼 - 斯登克尔机场
  - 法克法克 - 法克法克托利亚机场
  - 曼諾瓦里 - 任代尼机场
  - 迈尔德伊 - 迈尔德伊机场
  - 纳比雷 - 纳比雷机场
  - 索龍 - 多米尼克爱德华·奥索机场
  - 塞鲁伊 - 苏加沃·通德罗内格罗机场
  - 锡纳克 - 锡纳克机场
  - 瓦西奥尔 - 瓦西奥尔机场
  - 瓦梅纳 - 瓦梅纳机场
  - 查亚普拉 - 仙谷国际机场
  - 馬老奇 - 莫帕国际机场
- 蘇門答臘
  - Aek Godang（英语：Aek Godang） - Aek Godang Airport（英语：Aek Godang Airport）
  - 明古魯省 - Fatmawati Soekarno Airport（英语：Fatmawati Soekarno Airport）
  - Blang Pidie（英语：Blang Pidie） - Blang Pidie Airport（英语：Blang Pidie Airport）
  - 班達亞齊 - 班達亞齊機場
  - 杜邁 - Pinang Kampai Airport（英语：Pinang Kampai Airport）
  - Kutacane（英语：Kutacane） - Alas Leuser Airport（英语：Alas Leuser Airport）
  - 棉蘭 - 瓜拉納穆國際機場
  - Meulaboh（英语：Meulaboh） - Nagan Raya Airport（英语：Nagan Raya Airport）
  - 巨港 - Sultan Mahmud Badarrudin II International Airport（英语：Sultan Mahmud Badarrudin II International Airport）
  - 北干巴魯 - Sultan Syarif Kasim II International Airport（英语：Sultan Syarif Kasim II International Airport）
  - Rengat（英语：Rengat） - Japura Airport（英语：Japura Airport）
  - Silangit（英语：Silangit） - Silangit Airport（英语：Silangit Airport）
  - Simeulue Island（英语：Simeulue Regency） - Lasikin Airport（英语：Lasikin Airport）
  - Tanjung Balai Karimun（英语：Tanjung Balai Karimun） - Sei Bati Airport（英语：Sei Bati Airport）
  - Tembilahan（英语：Tembilahan） - Tempuling Airport（英语：Tempuling Airport）

## 机队
苏西航空是亚太地区塞斯納208的最大运营商。
苏西航空目前机队如下：

## 被禁止进入欧盟领空
苏西航空目前被禁止进入欧盟领空。在欧盟发现苏西航空在任一欧盟国家领空飞行时都不安全，苏西航空就被加入了被禁止进入欧盟成员国之航空公司列表。